# Kazimierz Kwiatkowski (malarz)
Kazimierz Kwiatkowski (ur. 7 października 1893 w Białymstoku, zm. 10 lipca 1964 w Warszawie) – polski malarz.

## Życiorys
Po ukończeniu gimnazjum wyjechał do Petersburga, gdzie studiował w Akademii Sztuk Pięknych i w Instytucie Inżynierów Cywilnych. Po ukończeniu nauki osiadł w Wilnie, gdzie tworzył i pracował jako pedagog. W 1924 wyjechał do Włoch, aby rozpocząć studia artystyczne. Rok później uczestniczył w III Biennale Malarstwa w Rzymie, gdzie jego prace zostały wysoko ocenione przez krytyków. Studiował na Wydziale Sztuk Pięknych Uniwersytetu Stefana Batorego w Wilnie, po uzyskaniu dyplomu artysty malarza w 1933 wyjechał do Warszawy. Mimo to czynnie uczestniczył w pracach Wileńskiego Towarzystwa Artystów Plastyków. Podczas II wojny światowej przebywał w Kolonii Staszica, gdzie stworzył ok. czterdziestu prac, które spłonęły podczas Powstania warszawskiego. Po zakończeniu wojny zgłosił się do Muzeum Narodowego, aby przyjęto go do pracy w pracowni konserwatorskiej. Argumentował to chęcią poznania metod konserwacji oraz zbadaniem technicznych możliwości konserwacji obrazów i malarstwa ściennego.

## Twórczość
Tworzył obrazy o zróżnicowanej tematyce, dla wileńskiej Uniwersyteckiej Biblioteki Publicznej namalował cykl portretów historycznych. Był autorem portretów marsz. Józefa Piłsudskiego oraz obrazów o treści religijnej.
Spoczywa na Cmentarzu Wilanowskim.